# Superliga 1981/82
Die Saison 1981/82 war die zehnte Spielzeit der Superliga, der höchsten spanischen Eishockeyspielklasse. Meister wurde zum insgesamt fünften Mal in der Vereinsgeschichte der CH Vizcaya Bilbao, während der CH Vitoria in die 2. Liga abstieg.  

## Hauptrunde

### Modus
In der Hauptrunde absolvierte jede der sechs Mannschaften insgesamt 20 Spiele. Der Erstplatzierte der Hauptrunde wurde Meister, während der Letztplatzierte direkt in die 2. Liga abstieg. Für einen Sieg erhielt jede Mannschaft zwei Punkte, bei einem Unentschieden gab es ein Punkt und bei einer Niederlage null Punkte.

### Tabelle
|    | Klub              | Sp | S  | U | N  | Tore   | Punkte |
| -- | ----------------- | -- | -- | - | -- | ------ | ------ |
| 1. | CH Vizcaya Bilbao | 20 | 18 | 1 | 1  | 213:56 | 37     |
| 2. | FC Barcelona      | 20 | 17 | 1 | 2  | 214:50 | 35     |
| 3. | CH Jaca           | 20 | 11 | 0 | 9  | 107:82 | 22     |
| 4. | CG Puigcerdà      | 20 | 8  | 0 | 12 | 96:132 | 16     |
| 5. | CH Txuri Urdin    | 20 | 4  | 0 | 16 | 85:182 | 8      |
| 6. | CH Vitoria        | 20 | 1  | 0 | 19 | 53:268 | 2      |

Sp = Spiele, S = Siege, U = unentschieden, N = Niederlagen, OTS = Overtime-Siege, OTN = Overtime-Niederlage, SOS = Penalty-Siege, SON = Penalty-Niederlage